# 周季童
周季重（7世纪?—699年6月14日），又名周季童，武周时期官員。唐朝驸马周道务第四子。
官吉州（今江西吉安）司马。圣历元年（698年），杜審言贬吉州司户参军，与司户郭若訥关系紧张。周季重听信郭若訥的谗言，合謀誣陷杜審言，結果審言被定死罪。杜審言16岁（史书称13岁，此从墓志）的兒子杜并為父報仇，潛入刺殺了周季重，杜并也被侍衛武士當場殺死，季重臨死前說：「審言有孝子，吾不知，若訥故误我。」